# (504) Cora
Cora és el nom que rep el planeta menor número 504, que orbita al voltant del Sol.
Fou descobert per l'astrònom Solon Irving Bailey des de l'observatori d'Arequipa (Perú), el 30 de juny de 1902. La seva designació provisional fou 1902 LK.